# Candelaria de Palmares
Candelaria es un distrito del cantón de Palmares, en la provincia de Alajuela, de Costa Rica.

## Historia
Candelaria fue creado el 19 de abril de 1911. Segregado de cantón de Atenas.

## Geografía
Candelaria cuenta con un área de 4,72 km² y una altitud media de 1040 m s. n. m.

## Demografía
Para el año 2022, Candelaria cuenta con una población estimada de 2217 habitantes, y para el último censo efectuado, en 2011, Candelaria contaba con una población de 1961 habitantes.

## Localidades
- Poblados: Calle Escuela Vieja, Torunes, Pan Caliente, y Pinos (parte).

## Transporte

### Carreteras
Al distrito lo atraviesan las siguientes rutas nacionales de carretera:
- Ruta nacional 135